# Lydia Bradey
Pour les articles homonymes, voir Bradey.
Lydia Bradey, née le 9 octobre 1961 à Christchurch est une alpiniste néo-zélandaise. Elle est connue pour être la première femme à avoir gravi l'Everest sans oxygène d'appoint en 1988. Par la suite, elle réussit au moins cinq fois l'ascension, en 2008, 2013 , 2016, 2018 et 2019,,.

## Jeunesse
Lydia Bradey, fille de Royce et Jean Bradey, est née à Christchurch, en Nouvelle-Zélande. Son père est absent pendant la plus grande partie de son enfance, et elle et sa mère connaissent des difficultés financières. Lydia Bradey commence l'alpinisme lorsqu'elle est adolescente. Elle fait sa première expédition en montagne à l'âge de 14 ans, et à 17 ans elle gravit le mont Cook et le mont Aspiring. Pendant cette période, elle grimpe souvent en duo avec son ami Rob Hall, et rencontre ensuite Gary Balle, l'ami De Rob. À l'âge de 19 ans, Lydia Bradey quitte la Nouvelle-Zélande pendant quatre ans pour tenter l'ascension de sommets internationaux, parmi lesquels le mont McKinley en Alaska et dix big walls au Yosemite, dont sept sont les premières ascensions par une femme.

## Carrière d'alpiniste
Lydia Bradey se fait connaître dans le monde de l'alpinisme en 1987, quand elle atteint le sommet du Gasherbrum II, devenant ainsi la première Néo-Zélandaise à gravir l'un des quatorze sommets de plus de 8 000 mètres. En octobre 1988, Lydia Bradey atteint le sommet de l'Everest, devenant la première femme à atteindre le sommet sans oxygène d'appoint, ainsi que la plus jeune Néo-Zélandaise (hommes et femmes confondus). Quand elle revient au camp ses compagnons néo-zélandais  Rob Hall et Gary Ball sont partis sans elle laissant à peine de quoi se loger et manger. De retour en Nouvelle-Zélande, on met en doute son ascension. Aujourd’hui il n'y a plus aucun doute sur son exploit, Lydia est retournée cinq fois au sommet de l’Everest. Et en tant que guide de haute-montagne. Dans son œuvre On ne m'a pas volé l'Everest, elle décrit le milieu très masculin et machiste de l'alpinisme.
En 1994, Lydia Bradey obtient un diplôme de physiothérapie de l'Université d'Auckland. Elle obtient un certificat d'acupuncture en 1998 et devient guide d'escalade certifiée en 2000. Depuis lors, elle travaille comme guide de haute montagne dans la région de Wanaka. Bradey  gravit l'Everest pour la seconde fois en mai 2008, vingt ans après sa première ascension, en accompagnant un groupe de clients pour Adventure Consultants (AC). En 2013 et 2016 Lydia Bradey réussit ses troisième et quatrième ascensions de l'Everest, toujours comme guide pour AC.